# ライブ帝国 RCサクセション early 80's
『ライブ帝国 RCサクセション early 80's』は、2003年に発表されたRCサクセションのライブ・ビデオ。

## 解説
TVKテレビの音楽番組「ファイティング80's」で放送されたライヴを収録した映像作品。ボーナストラックで1973年「ヤング・インパルス」放送分が2曲収録されている。
音声はオリジナル・ステレオと、ステレオを元に5.1chサラウンド化されたものが収録されている。

## 収録曲

### 1980年4月4日放送
1980年3月20日　日本電子工学院ホール収録
1. よォーこそ
（作詞・作曲 - 忌野清志郎）
2. スローバラード
（作詞・作曲 - 忌野清志郎・みかん）
3. 雨あがりの夜空に
（作詞・作曲 - 忌野清志郎・仲井戸麗市)

### 1980年11月7日放送
1980年10月20日　日本電子工学院ホール収録
1. トランジスタ・ラジオ
（作詞・作曲 - 忌野清志郎・G1,238,471)
2. Sweet Soul Music
（作詞・作曲 - 忌野清志郎）

### 1981年12月25日放送
1981年12月10日　横浜文化体育館収録
1. ダーリン・ミシン
（作詞・作曲 - 忌野清志郎）
2. キモちE
（作詞・作曲 - 忌野清志郎）

### 1973年1月7日放送
TVKテレビスタジオ
1. 僕の情婦
（作詞 - 忌野清志郎、作曲 - 肝沢幅一）
2. 大きな春子ちゃん
（作詞 - 忌野清志郎、作曲 - 肝沢幅一）